# Arti liberali

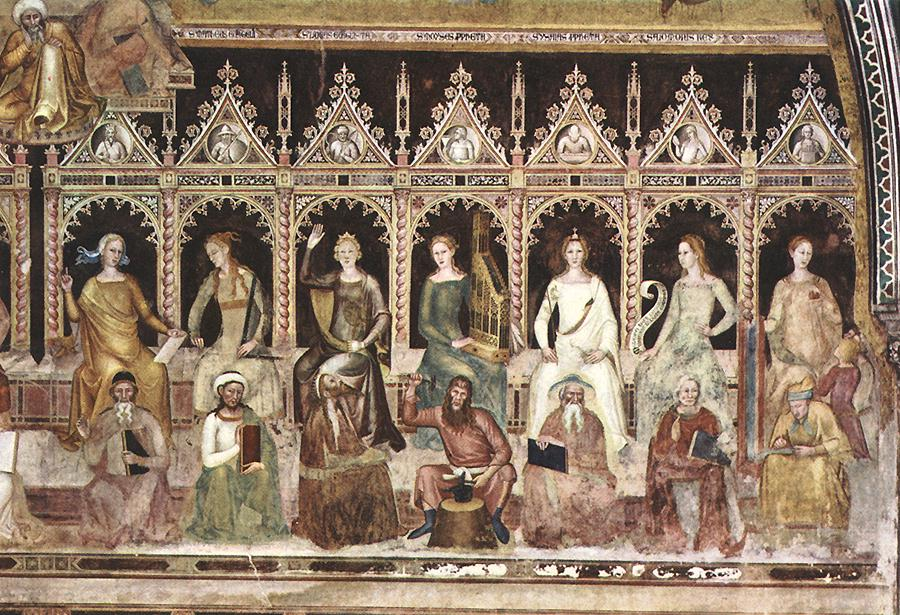
Andrea Bonaiuti, Arti liberali, Cappellone degli Spagnoli, Firenze

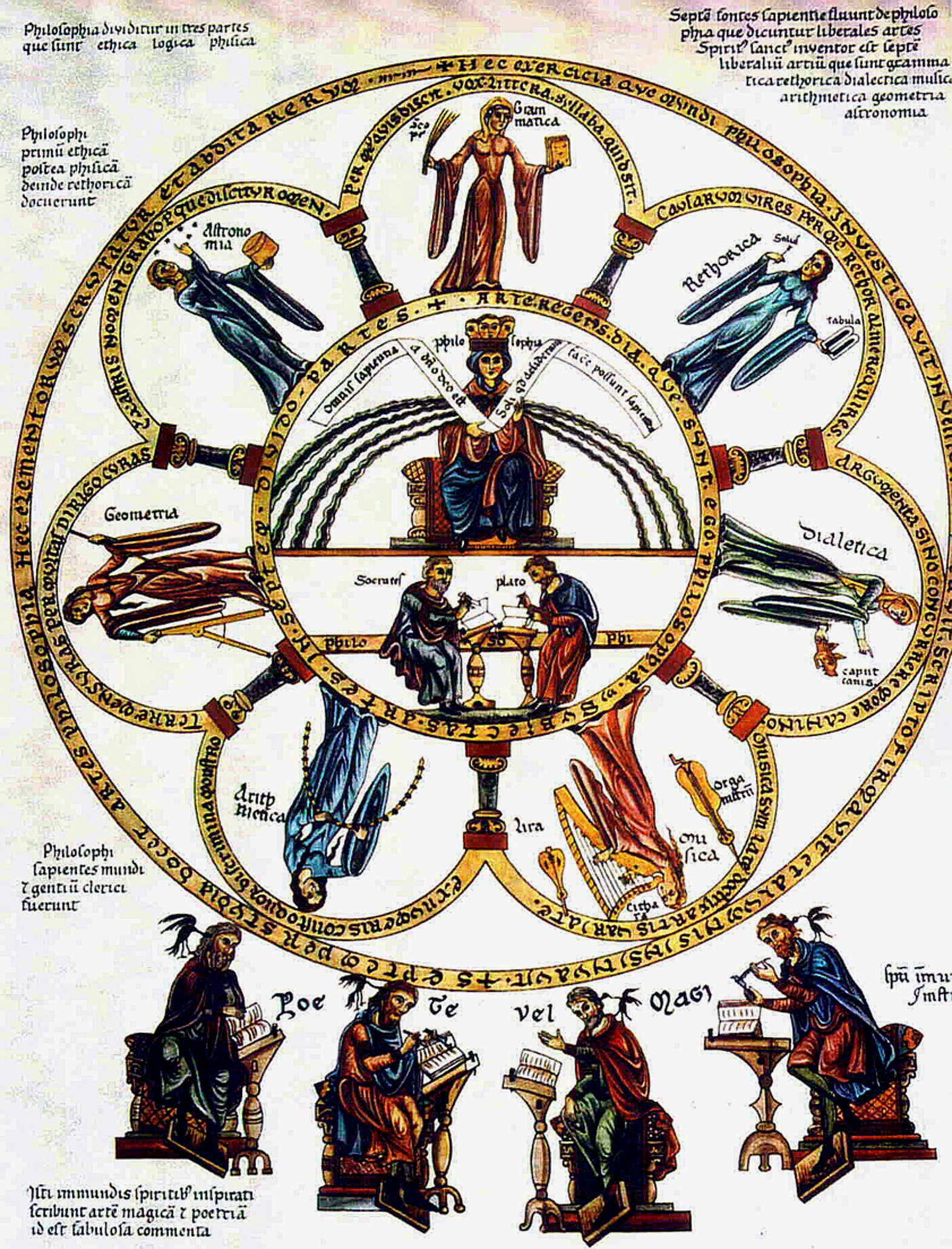
Le sette arti liberali – Immagine dall'Hortus deliciarum di Herrad von Landsberg (XII secolo)

Arti liberali è l'espressione con la quale si designa una parte cospicua delle materie d'insegnamento del curriculum di studi di secondo grado nel Medioevo. Il termine, ereditato dall'antichità classica, si riferisce alle arti (discipline accademiche, mestieri o professioni) coltivate da persone libere, in contrapposizione alle arti servili (mestieri vili e meccanici) tipiche dei servi della gleba o degli schiavi. Boezio e Cassiodoro concorsero alla definizione del corpus individuando sette discipline relative alla realtà fisica e materiale, cioè distinte dalla teologia.

## Programma di studi

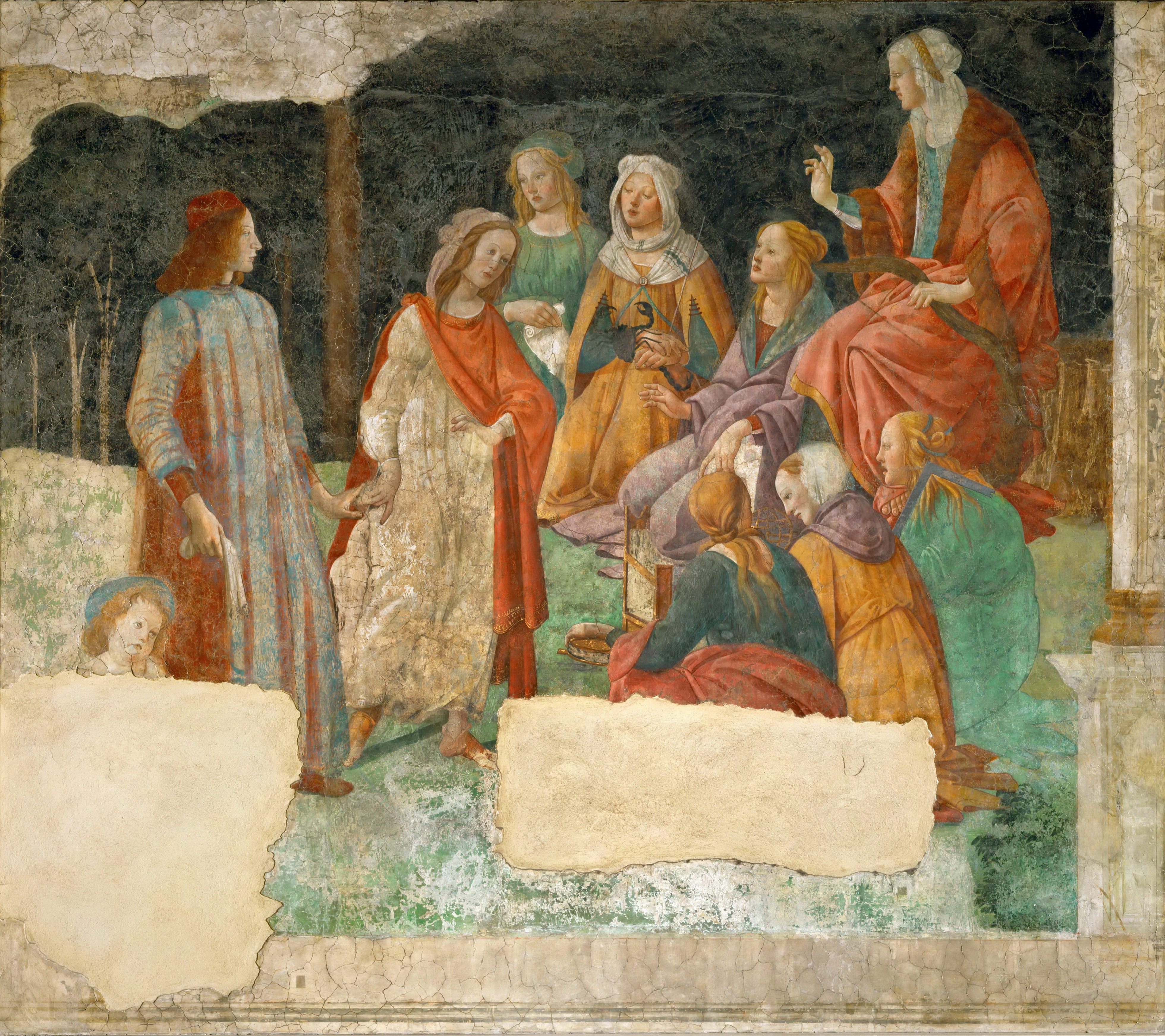
Sandro Botticelli, Giovane introdotto tra le Arti Liberali, Louvre

Nell'Alto Medioevo, più precisamente nel periodo noto come rinascenza carolingia, furono istituite numerose scuole d'istruzione superiore (celebre la schola palatina voluta da Carlo Magno e diretta dal monaco inglese Alcuino). In esse ricevevano un'istruzione i futuri burocrati che avrebbero occupato i ranghi dell'amministrazione carolingia; dovevano servire, insomma, a preparare al mestiere di funzionario e la parola "arte" era semplicemente sinonimo di mestiere o professione.
Se le prime scuole carolinge dovevano servire a preparare all'accesso alla carriera amministrativa (in un certo senso erano professionalizzanti), nel Basso Medioevo, con la fondazione delle università medievali, lo studio delle arti liberali divenne preparatorio per l'accesso a questi studi.
Esattamente come avviene nei nostri Licei si cercò allora di offrire una preparazione a tutto campo nelle sette discipline ritenute fondamentali (le sette arti liberali) descritte da Marziano Capella nel suo De Nuptiis Philologiae et Mercurii (Le nozze di Filologia e Mercurio):
Nel XIII secolo, le Facoltà di arti liberali europee divengono propedeutiche per l'ammissione alle facoltà superiori di medicina, diritto e teologia. al loro interno si studiano il De inventione di Cicerone, la grammatica latina di Elio Donato e Prisciano, l'Organon di Aristotele e l'Isagoge di Porfirio,  gli Elementi di Euclide e l'aritmetica commentati da Boezio, l'Almagesto tolemaico.

### Arti del Trivio e del Quadrivio
Arti del Trivio (artes sermocinales): 
- dialettica;
- grammatica;
- retorica.

Arti del Quadrivio (artes reales): 
- aritmetica;
- astronomia;
- geometria;
- musica.

### Secondo Gregorio Magno e sant'Agostino
Papa Gregorio Magno aveva censurato il vescovo Didiero di Vienna gallica per avere insegnato la grammatica latina al popolo analfabeta, commentando gli autori pagani. In modo simile, sant'Agostino aveva espresso ripetutamente l'idea che l'apprendimento delle arti liberali dovesse essere finalizzato a comprendere tutti i significati delle Sacre Scritture e a conoscere gli autori cristiani.
Nelle Retractationes (I 6), Agostino dichiara di aver redatto un complesso di sette trattati che andavano a coprire le sette arti liberali: De grammatica, De dialectica, De rhetorica, De geometria, De arithmetica, De philosophia e il De musica, unico pervenuto. Nel De doctrina christiana (II 17-18) dichiara che tutto lo scibile enunciato nelle Disciplinae di Varrone è utile e necessario per la comprensione della Sacra Scrittura:
- astronomia, botanica, geografia, mineralogia, storia, zoologia;
- agricoltura, medicina, navigazione;
- dialettica, retorica.

Il bagaglio culturale dell'esegeta biblico, del teologo e del predicatore cattolico medievale poteva abbracciare questo ventaglio di arti e scienze pratiche.

## La scuola nel Medioevo

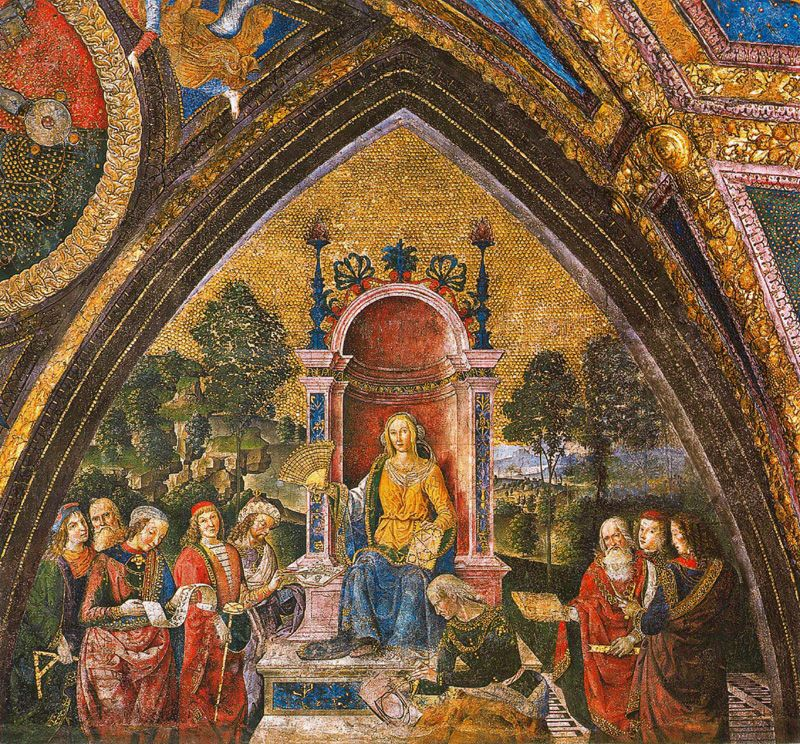
Pinturicchio, Geometria, Appartamento Borgia, Musei Vaticani

Il punto di riferimento per l'organizzazione della scuola nel Medioevo fu certamente la scuola romana. Il percorso di studi di età romana (su cui si basò quello medievale) era pressappoco questo:
- Elementare: Dal literator e dal calculator si imparava a leggere, scrivere e far di conto.
- Medio: Insieme al grammaticus si approfondiva lo studio della lingua latina e s'imparava quella greca; si studiava la letteratura di queste due lingue e le prime nozioni di storia, geografia, fisica e astronomia.
- Superiore: Dal rhetor si studiava eloquenza, l'arte di costruire discorsi per gli usi più vari (giudiziari e politici innanzitutto). Per far questo occorreva conoscere il diritto, la storia dell'eloquenza, la filosofia. Insomma quello che noi definiremmo un corso di perfezionamento in discipline umanistiche.

Una novità nel Medioevo, rispetto al mondo antico, era che chiunque poteva accedere all'istruzione elementare (anche a Roma la scuola la pagavano le famiglie). Infatti in tutti o quasi i monasteri, tra le altre strutture ricettive, esisteva la scuola (destinata ai figli dei contadini perché i figli dei feudatari o delle famiglie più in vista studiavano in casa propria seguiti da precettori privati).
Come a Roma antica nelle scuole dei monasteri si poteva imparare a leggere, scrivere e far di conto; ma ci si fermava qui.
Il successivo corso di studi era, sostanzialmente, quello romano ma era diversa la cultura generale degli insegnanti.
A scuola nel Medioevo tra una lezione di grammatica e una di retorica si studiavano bestiari e lapidari. Dai primi si imparava, per esempio, che le tigri s'incantano davanti alla loro immagine riflessa in uno specchio (e non mancava lo studio di animali particolari, sulla cui esistenza nessuno nutriva dubbi, come draghi e ippogrifi), mentre dai secondi si estraeva quanto c'era da sapere sugli influssi che le stelle hanno su ogni singola pietra preziosa e sulle loro virtù magiche. 
Ma la differenza più evidente rispetto alla cultura latina stava certamente nell'interpretazione complessiva della storia e del sapere che si offriva agli studenti. Per un insegnante medievale era scontato ritenere che la storia sia guidata dalla provvidenza divina e che in tutti gli scrittori, anche in quelli pagani, si possa rintracciare un'anticipazione delle verità rivelate dal Cristianesimo: questa è la ragione per cui i critici medievali interpretavano, ad esempio, la IV egloga del poeta latino Virgilio come una prefigurazione della venuta salvifica del Cristo.
Un'altra differenza rispetto al panorama culturale dell'istruzione odierna era data dal forte simbolismo di cui erano impregnate tutte le discipline. La realtà era ritenuta un insieme di segni della presenza di Dio e del mondo ultraterreno; non per nulla il testo più rappresentativo della cultura medievale, la Commedia di Dante Alighieri (che partecipò alle arti liberali), non può essere compreso se non si tiene presente di continuo la dimensione dell'allegoria. Le cose non sono solo quello che appaiono ma, come il corpo contiene l'anima, contengono una realtà più profonda (la selva rappresenta il peccato, Virgilio la Ragione, ecc.).
A conclusione degli studi liberali, dal Basso Medioevo in poi, si poteva scegliere un percorso di studi universitari in qualche prestigiosa istituzione.

## Arti liberali nell'arte
La rappresentazione allegorica delle Arti liberali fu un tema frequente nel Medioevo e nel Rinascimento, fino a tutto il XV secolo. Esse erano personificate in una serie di fanciulle simboliche, con pose e attributi specifici, spesso accompagnate da un esempio illustre, come Euclide per la Geometria, Cicerone per la Retorica, ecc.
Una delle rappresentazioni più complete delle arti liberali nel Medioevo si ha nel Cappellone degli Spagnoli a Firenze, affrescato da Andrea di Bonaiuto. Le personificazioni delle Arti liberali si trovano raffigurate nelle formelle del Campanile di Giotto, nella Biblioteca di Federico da Montefeltro a Urbino, nell'Appartamento Borgia in Vaticano.